# Nepen Diakha
Nepen Diakha est un sommet située dans la région de Kédougou, au Sénégal.

## Géographie
Nepen Diakha est le point culminant du pays avec la crête de Baunez situé à 2,7 km au sud-est de la localité sur définissant la frontière avec la Guinée. Il y a une altitude de 648 mètres (2 126 pieds) au-dessus du niveau de la mer, sur la feuille de carte topographique 2049I SE de 1983, très détaillée, à intervalle de courbes de niveau de cinq mètres et à l'échelle 1:25 000, produite par l'Organisation conjointe Sénégal-Guinée pour la mise en valeur du fleuve Gambie avec « topographie par méthodes photogrammétriques » à partir d'images aériennes prises aux États-Unis. Les données SRTM montrent ici une altitude de 642 mètres.
Le village de Nepin Peul est la localité la plus proche de cette crête. 